# Епл Крик (Охајо)
Епл Крик (енгл. Apple Creek) град је у америчкој савезној држави Охајо.

## Демографија
По попису из 2010. године број становника је 1.173, што је 174 (17,4%) становника више него 2000. године.
| Група             | 2000.       | 2010.         |
| Белци             | 977 (97,8%) | 1.114 (95,0%) |
| Афроамериканци    | 0 (0,0%)    | 4 (0,3%)      |
| Азијати           | 5 (0,5%)    | 8 (0,7%)      |
| Хиспаноамериканци | 5 (0,5%)    | 43 (3,7%)     |
| Укупно            | 999         | 1.173         |